# Canadá en los Juegos Olímpicos de Montreal 1976
Canadá estuvo representado en los Juegos Olímpicos de Montreal 1976 por un total de 385 deportistas que compitieron en 23 deportes.  
La portadora de la bandera en la ceremonia de apertura fue la atleta Abby Hoffman.
La pobre performance del país, que sólo obtuvo 11 medallas y ninguna de oro (terminando en el lugar 27° del medallero) , pasó a la historia como la peor para un país anfitrión en la historia de unos Juegos Olímpicos de Verano.

## Medallistas
El equipo olímpico canadiense obtuvo las siguientes medallas:
| Nombre                                                 | Deporte    | Competición         |
| ------------------------------------------------------ | ---------- | ------------------- |
| Oro                                                    |            |                     |
| —                                                      |            |                     |
| Plata                                                  |            |                     |
| Greg Joy                                               | Atletismo  | Salto de altura M   |
| Michel Vaillancourt (Branch Country)                   | Hípica     | Saltos ind.         |
| Cheryl Gibson                                          | Natación   | 400 m estilos F     |
| Stephen Pickell Graham Smith Clay Evans Gary MacDonald | Natación   | 4 × 100 m estilos F |
| John Wood                                              | Piragüismo | C1 500 m M          |
| Bronce                                                 |            |                     |
| Shannon Smith                                          | Natación   | 400 m libre F       |
| Nancy Garapick                                         | Natación   | 100 m espalda F     |
| Nancy Garapick                                         | Natación   | 200 m espalda F     |
| Becky Smith                                            | Natación   | 400 m estilos F     |
| Gail Amundrud Barbara Clark Becky Smith Anne Jardin    | Natación   | 4 × 100 m libre F   |
| Wendy Hogg Robin Corsiglia Susan Sloan Anne Jardin     | Natación   | 4 × 100 m estilos F |